# Луганський енергозавод
ВАТ Луганський енергозавод — підприємство гірничого машинобудування та обладнання України в місті Луганську.
Надає послуги: капітальний ремонт електродвигунів потужністю від 0,01 до 10000 кВт з робочою напругою від 12 до 10000 В постійного і змінного струму, типу А, АК, СД, АЗМВ, ДАЗО, ВАО, ЕКВ, MA, BAOK, П, ПДВ, ПДРТ, а також трансформаторів;
Продукція — жорсткі секції для ремонту електродвигунів, електромагнітні котушки типу КГ КМТ ПВИ МО МИС ПМВИ ПМВИР, вулканізатори типу ВИШ-1, колектори для машин постійного струму.